# Harriet
Skildpadden Harriet, født omkring 1830 på Galápagosøerne, Ecuador, død 23. juni 2006 i Australia Zoo, Beerwah, Queensland, Australien, var en Galapagos-skildpadde (Chelonoidis niger), sandsynligvis af underarten porteri, der blev anslået til at være omkring 175 år gammel på det tidspunkt, hvor hun døde, hvilket gør hende til et af de ældste kendte dyr.
I lang tid troede man, at Harriet var af hankøn og skildpadden fik derfor navnet 'Harry' efter Harry Oakman, kurator for Brisbane Botanical Gardens, hvor hun boede i næsten 100 år, indtil 1952. Da det blev indset, at hun var af hunkøn, skiftede hun navn til Harriet.
Studier er nået frem til, at der i det 19. århundrede levede tre store skildpadder i Brisbane Botanical Gardens, hvoraf den ene døde i 1929. Dette skabte en mulig forbindelse til Charles Darwin, da han efter sigende i 1835 skulle have taget tre skildpadder med sig fra Galápagosøerne. Baseret på Darwins størrelsesmålinger af disse tre skildpadder, vurderes alderen på disse at have været 1-5 år gamle, da de blev afsendt fra øerne. Hvorvidt Harriet faktisk er en af disse skildpadder, er dog ikke verificeret. Genetiske undersøgelser har vist, at Harriet tilhørte en endemisk art fra en af de Galapagosøer, Darwin aldrig besøgte.
I 1952 blev hun flyttet fra Brisbane Botanical Gardens til Australia Zoo, også beliggende i Queensland og ejet af "krokodillejægeren" Steve Irwin. Der tilbragte Harriet resten af sit lange liv.